# Bluetooth

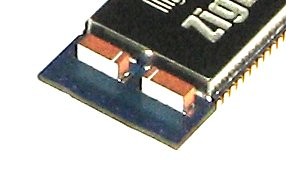
Chip met bluetooth-antenne

Bluetooth is een open standaard voor draadloze verbindingen tussen apparaten op korte afstand. Dankzij bluetooth kunnen bijvoorbeeld adresgegevens tussen mobiele telefoons worden uitgewisseld, kan snel vanaf een handheld computer worden geprint, of kan een mobiele telefoon worden uitgerust met een draadloze headset. De techniek is ontwikkeld door het Zweedse Ericsson.

## Geschiedenis
De geschiedenis van bluetooth begon in 1994, toen Ericsson zocht naar een goedkope manier om via een radioverbinding communicatie tot stand te brengen tussen mobiele telefoons en andere apparaten. Men had zich ten doel gesteld om allerlei kabels tussen mobiele telefoons en pc-cards, koptelefoons, desktopapparaten et cetera overbodig te maken. Naarmate het onderzoek vorderde, werd het de onderzoekers duidelijk dat de toepassingsmogelijkheden voor een dergelijke korte-afstandsradioverbinding legio waren.
De techniek zelf is ontwikkeld door de Nederlander Jaap Haartsen die bij het Zweedse Ericsson in dienst was. De naam bluetooth verwijst naar de Vikingenkoning Harald Blauwtand, die het christendom in Scandinavië introduceerde.
Voor de ontwikkeling en het 'in de markt zetten' van de bluetooth-techniek is in 1998 besloten tot het oprichten van de 'Bluetooth Special Interest Group' (SIG), waarbij zich al gauw vrijwel alle grote elektronicabedrijven, software-ontwikkelaars en telecombedrijven aansloten (onder meer Palm, Ericsson, IBM, Intel, Lucent Technologies, Apple, Microsoft, Motorola, Nokia en Toshiba). Bluetooth moest vrij van royalty's worden en geheel 'open'.
Voor bluetooth is een frequentie uitgezocht die ook wereldwijd beschikbaar is. De 2,4GHz-band was met name voor Spanje, Japan en Frankrijk aanvankelijk een probleem, in Frankrijk was deze al in gebruik voor militaire toepassingen, maar sinds 1 januari 2001 staat ook daar deze frequentie voor bluetooth ter beschikking. De frequentie is vrij en wordt ook gebruikt voor babyfoons, afstandsbedieningen van garagedeuren, draadloze telefoons, magnetrons en wifi-toepassingen. Bluetooth valt onder de regeling voor short-range devices, waarvoor geen zendmachtiging benodigd is. De eerste versie (versie 1.0) had nog last van "kinderziektes" (hij was storingsgevoelig), in de decennia daarna kwamen er regelmatig nieuwe versies met vele verbeteringen.

### Naam en logo

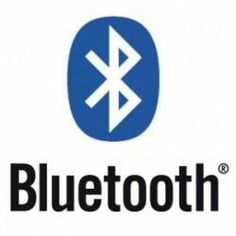
Bluetooth-logo

De naam bluetooth is afkomstig van een Deense Vikingleider, Harald I van Denemarken, ook wel Harald Blauwtand genoemd. Omdat hij verbindingen maakte tussen Scandinavië en het vasteland van Europa, werd aan hem gedacht bij de naamgeving van het communicatieprotocol. Het was oorspronkelijk de werknaam van het project, maar bij gebrek aan een betere naam is het ook de definitieve naam geworden. Het logo is een samenvoeging van de initialen H en B uit het runenschrift, als afkorting van de naam Harald Blåtand.

## Techniek
Bluetooth is een radioverbinding (in de 2,4GHz-band, dit is in het frequentiegebied van UHF) voor spraak en data op korte afstand. Het werkt 'point to multipoint', hetgeen inhoudt dat een enkele bron meer 'ontvangers' kan bedienen. Wanneer twee bluetoothapparaten een verbinding hebben opgebouwd, dan ontstaat een zogenoemd piconet(werk). Er kunnen op dezelfde plek meerdere van dergelijke piconets naast elkaar bestaan, in wat men een scatternet noemt. Binnen een piconet ondersteunt bluetooth maximaal acht actieve verschillende apparaten, terwijl er in totaal 127 apparaten een verbinding kunnen houden (deze zijn tijdelijk 'geparkeerd').
Normaal gesproken zal het binnen een straal van 1 tot 10 meter functioneren, maar wanneer het zendvermogen wordt opgevoerd, kan de 100 meter worden gehaald. Een zogenoemde 'zichtverbinding' (elkaar kunnen zien) is niet nodig; dankzij de GHz-radioverbinding dringt het bluetoothsignaal ook door vaste materialen (zolang het geen metaal is). Bij een zichtverbinding kunnen er echter grotere afstanden overbrugd worden.
De communicatie van digitale spraak behoort tot de standaardmogelijkheden van bluetooth. Bluetooth ondersteunt binnen een piconet tot drie gelijktijdige full-duplex-gesprekken.
Omdat bluetooth een vervanger is voor de (korte) kabels, kan het worden gebruikt om allerlei apparaten met elkaar te laten communiceren. De ontwerpers hebben met opzet gebruikgemaakt van een goedkope radiotechniek, zodat bluetooth zonder veel bezwaar in ieder apparaat kan worden ingebouwd. Omdat bluetooth normaal gesproken ook weinig stroom verbruikt (30 microampère in 'hold mode' en 8-30 milliampère bij een actieve verbinding), kan het ook worden toegepast in mobiele apparaten die afhankelijk zijn van batterijen.
Vanaf versie 1.2 gebruikt bluetooth frequency hopping, of Adaptive Frequency Hopping (AFH).
Bluetoothapparatuur is verdeeld in 3 verschillende klassen:
- Class 1: Ontworpen voor langeafstandsverbindingen (tot ~100m) (100 milliwatt)
- Class 2: Voor normaal gebruik (tot ~10m) (2,5 milliwatt)
- Class 3: Voor korte afstanden (10 cm - 1 m) (1 milliwatt)

Er bestaan ook verschillende bluetoothversies:
- Versie 1: de datasnelheid bedraagt bruto 1 Mbit/s.
- Versie 1.2: deze vernieuwde versie maakt datasnelheid tot 2 Mbit/s mogelijk. Daarnaast verbeterde het spraakkwaliteit en audio-overdracht.
- Versie 2: eind 2004 is een nieuwe verbeterde versie van bluetoothstandaard ontwikkeld en goedgekeurd. De belangrijkste kenmerken zijn:
  - 3 keer zo hoge datasnelheid
  - lager energieverbruik (wat de levensduur van de batterij verlengt)
  - verbeterde foutcorrectie
  - verbeterde mogelijkheid verbindingen met meerdere apparaten.
- Versie 3: op 21 april 2009 werd een nieuwe versie van bluetooth gepresenteerd. De nieuwe bluetoothversie is weer een stuk sneller en betrouwbaarder en gebruikt wifi (802.11n).
- Versie 4: op 7 juli 2010 werden de specificaties van deze standaard vastgelegd, waarbij er vooral aan de energiezuinigheid werd gewerkt. Vanaf deze versie zijn bluetoothaccessoires die werken op een knoopcel mogelijk.
- Versie 5: op 16 juni 2016 werd versie 5 van de specificatie door de Bluetooth SIG voorgesteld. IoT-technologie speelde een belangrijke rol en de snelheid van BLE (Bluetooth Low Energy) werd naar 2 Mbit/s verdubbeld.

## Toepassingen
Belangrijke toepassingen zijn het verzenden van bestanden tussen apparaten zoals computers en mobiele telefoons, het zenden van een document of afbeelding van een computer naar een printer, het zenden van toetsaanslagen van een toetsenbord naar een computer, het zenden van een afbeelding van een scanner naar een computer, het zenden van geluid naar een draadloze koptelefoon, bluetooth-speaker of autoradio enzovoort. Tevens wordt bluetooth gebruikt om verkeersinformatie mee in te winnen door middel van het bluetooth-meetsysteem.

## Beveiliging
Omdat de radiosignalen kunnen worden opgevangen door alle ontvangers die zich in de buurt van de bluetoothapparaten bevinden, ondersteunt bluetooth in het basisprotocol authenticatie en encryptie. Authenticatie vindt plaats middels een geheime sleutel, die zich op beide apparaten moet bevinden. Het protocol staat het wel toe dat het ene apparaat het andere authenticeert. Na authenticatie is het mogelijk om de verbinding te versleutelen (encryptie).
Als het bluetoothapparaat niet voldoende beveiligd wordt, kan door middel van bluejacking informatie verzonden worden naar het apparaat. Het ongevraagd en dus illegaal lezen van de documenten via bluetooth wordt dan bluesnarfing genoemd. Verder kan een apparaat onbruikbaar worden gemaakt door middel van bluesmacking. Dit is een denial-of-serviceaanval middels bluetooth. Bluesniffing is het afluisteren van bluetooth-verkeer.

## Bluetooth versus IrDA
Bluetooth is net als de infrarode verbinding (IrDA), een communicatiemiddel voor de korte afstand. Beide verbindingsmogelijkheden concurreren dus met elkaar. Met name bij het uitwisselen van data, zoals het 'synchroniseren' van een handheld computer met een pc, mikken de beide technieken ook op dezelfde functionaliteit. Zij maken hiervoor zelfs gebruik van hetzelfde 'upper layer' protocol (OBEX) en beide streven ernaar om gebruik te kunnen maken van dezelfde applicatie.
Toch hebben bluetooth en IrDA specifieke eigenschappen, waardoor zij in verschillende situaties de voorkeur verdienen. In een ruimte met veel apparaten op de bluetooth-frequentie (veel mobiele telefoons, bijvoorbeeld), is het eenvoudiger om gegevens uit te wisselen via IrDA; het is dan mogelijk om beide apparaten op elkaar te 'richten', zonder dat andere tussenbeide kunnen komen. Met bluetooth is het wat lastig 'mikken' en daardoor duurt het even voordat bluetooth alle soortgenoten in de buurt heeft ontdekt. Vervolgens kan er nog tijd overheen gaan, voordat uit de naburige apparaten het juiste is geïdentificeerd, waarvoor extra informatie nodig kan zijn. Ook het beveiligingsmechanisme in bluetooth vraagt tijd.
In andere gevallen verdient bluetooth weer de voorkeur. Zo kan met mobiele apparatuur worden gecommuniceerd, zonder dat deze tevoorschijn hoeft te worden gehaald; de mobiele telefoon kan in de tas blijven tijdens het synchroniseren. Bovendien mag, in tegenstelling tot bij IrDA, een apparaat worden bewogen tijdens de communicatie, waardoor het apparaat ook klaar is om te ontvangen wanneer het 'op het lichaam' wordt gedragen. Hierdoor kan de gebruiker van een mobiele telefoon met bluetooth zijn telefoon gewoon in zijn zak laten zitten wanneer hij via een laptop een 'dial up'-verbinding met het internet maakt. De telefoon hoeft niet, zoals bij infrarood, naast de laptop te liggen. Bluetooth kan ook grotere afstanden overbruggen (ongeveer 15 tot 20 meter) terwijl IrDA (infrarood) al na enkele meters geen goede verbinding meer kan maken. Het verbinden met bluetooth is erg makkelijk omdat je bij de meeste bluetoothapparaten een lijst kan opvragen via je pda, mobiele telefoon of laptop welke andere bluetoothapparaten er in de buurt zijn, vervolgens kun je ze makkelijk koppelen. Dankzij het 'multi-point'-karakter van bluetooth is het ook mogelijk om meerdere van bluetooth voorziene apparaten, via een enkel LAN Access Point in een ruimte, toegang te geven tot een (bekabeld) netwerk. Hier kan echter wel de beperkte snelheid van bluetooth een rol spelen. Bluetooth kan maar communiceren met 1 Mb/s (bij IrDA is dat tot 4 Mb/s, respectievelijk 16 Mb/s voor modernere varianten).
Verder is bluetooth niet merkgebonden wat als voordeel heeft dat men bijvoorbeeld in een auto met een bluetooth-car-kit kan aanmelden met elke mobiele telefoon uitgerust met dit systeem. Hoewel niet elk bluetoothapparaat compatibel is met elk ander bluetoothapparaat. Zo moet het apparaat dat aan bijvoorbeeld een car-kit wordt gekoppeld beschikken over het handsfree profiel. Daarnaast hoeft dan ook niet elke functie te werken met elk toestel. De fabrikanten van de apparaten hebben hier meer informatie over.
Bluetooth concurreert niet met het draadloze LAN 802.11 (wifi). Bluetooth biedt een lager bereik en een lagere bandbreedte, maar is veel goedkoper en energiezuiniger en daardoor beter op grote schaal toe te passen in (mobiele) apparatuur.

## Doordringend vermogen van microgolven
Microgolven kunnen onze huid doordringen en de cellen van inwendige weefsels bereiken. Net als bij de magnetron veroorzaakt dit opwarming, maar vanwege het zeer geringe vermogen en de dispersie is de door bluetooth-apparatuur veroorzaakte temperatuurstijging onmeetbaar klein: negatieve effecten voor de gezondheid zijn derhalve heel onwaarschijnlijk. Er is echter uitsluitend onderzoek gedaan naar de opwarming, niet naar mogelijk andere effecten van de straling.
Bluetoothfrequenties zullen in de toekomst mogelijk hoger komen te liggen. Fabrikanten ijveren daar al jaren voor.

## Bluetooth-profielen
- A2DP
- SIM Access Profile